# Истрати, Константин
Константин Истрати (рум. Constantin Istrati, 5 сентября 1850 — 30 января 1918) — румынский врач, химик, философ и общественный деятель, ученик Ш. Фиделя.

## Биография
Родился Константин Истрати 5 сентября 1850 года. В 1872 году поступил в Бухарестский университет, который он окончил в 1877 году. Благодаря его неплохим успехам в учёбе, он был удостоен научного звания доктора медицины. С 1880 по 1885 год работал в Бухарестской фармацевтической школе, при этом в 1881 году был назначен на должность профессора. В 1884 году переехал в Париж, где 1 год совершенствовал свои знания в Парижском университете и в 1885 году он был удостоен научного звания профессора химии. С 1885 по 1918 год работал профессором Бухарестского университета. В философской деятельности также оставил яркий вклад — отразил тяжёлое положение трудящихся Румынии, угнетаемых капиталистами в городе и помещиками в деревне. Константин Истрати стал на позиции буржуазно-помещичьего строя.
Под его руководством была спроектирован Парк Кароля I.
Скончался Константин Истрати 30 января 1918 года.

## Научные работы
Основные научные работы посвящены химии природных соединений и органическому синтезу.
- Выделил из коры пробкового дерева церин и фриделин[англ.].
- Открыл группу безазотных красителей, названных им франсеинами.
- Открыл изомеризацию n-дихлоорбензола в m-дихлобензол.
- Предложил аналитический метод определения присутствия альдегидов в спиртовых продуктах.

## Членство в обществах
- 1902 — Основал Румынское общество наук.
- 1902 — Основал Румынскую ассоциацию по развитию и распространения наук.
- Основал школу химиков-органиков в Бухаресте.

## Избранные сочинения
- Истрати К. «Страница современной истории Румынии», 1880.